# ریتا کولیج
ریتا کولیج (انگلیسی: Rita Coolidge؛ زادهٔ ۱ مهٔ ۱۹۴۵) یک ترانه‌سرا و خواننده اهل ایالات متحده آمریکا است. وی از سال ۱۹۶۹ میلادی تاکنون مشغول فعالیت بوده‌است.
ریتا کولیج، دانش‌آموختهٔ دانشگاه ایالتی فلوریدا است. در دهه‌های هفتاد و هشتاد میلادی، ترانه‌های او در رده‌های بالای بیلبورد پاپ، کانتری، جاز و موسیقی معاصر قرار داشت و ۲ مرتبه هم به‌همراه همسرِ سابقش کریس کریستوفرسون، برندهٔ جایزه گرمی شد.
از فیلم‌ها یا برنامه‌های تلویزیونی که وی در آن نقش داشته‌است می‌توان به «ستاره‌ای متولد شده‌است» اشاره کرد. او همچنین ترانهٔ عنوان‌بندی فیلم جیمزباند «اختاپوسی» را با عنوان «همیشه در اوج» خوانده‌است.